# ريجنالد نيفيل
ريجنالد نيفيل (بالإنجليزية: Sir Reginald Neville, 1st Baronet)‏ هو محام بالقضاء العالي وسياسي بريطاني (وحمل سابقاً جنسية المملكة المتحدة لبريطانيا العظمى وأيرلندا)، ولد في 22 فبراير 1863، وتوفي في 28 أبريل 1950. حزبياً، نشط في حزب المحافظين. في الانتخابات العمومية البريطانية في ديسمبر 1910 ‏، انتخب عضو برلمان المملكة المتحدة الـ30 عن دائرة ويغان (3 ديسمبر 1910 – 25 نوفمبر 1918) وفي الانتخابات العامة في المملكة المتحدة 1924 ‏، انتخب عضو برلمان المملكة المتحدة الـ34 عن دائرة East Norfolk (UK Parliament constituency) ‏ (29 أكتوبر 1924 – 10 مايو 1929).